# Fontaine Colbert (Paris)

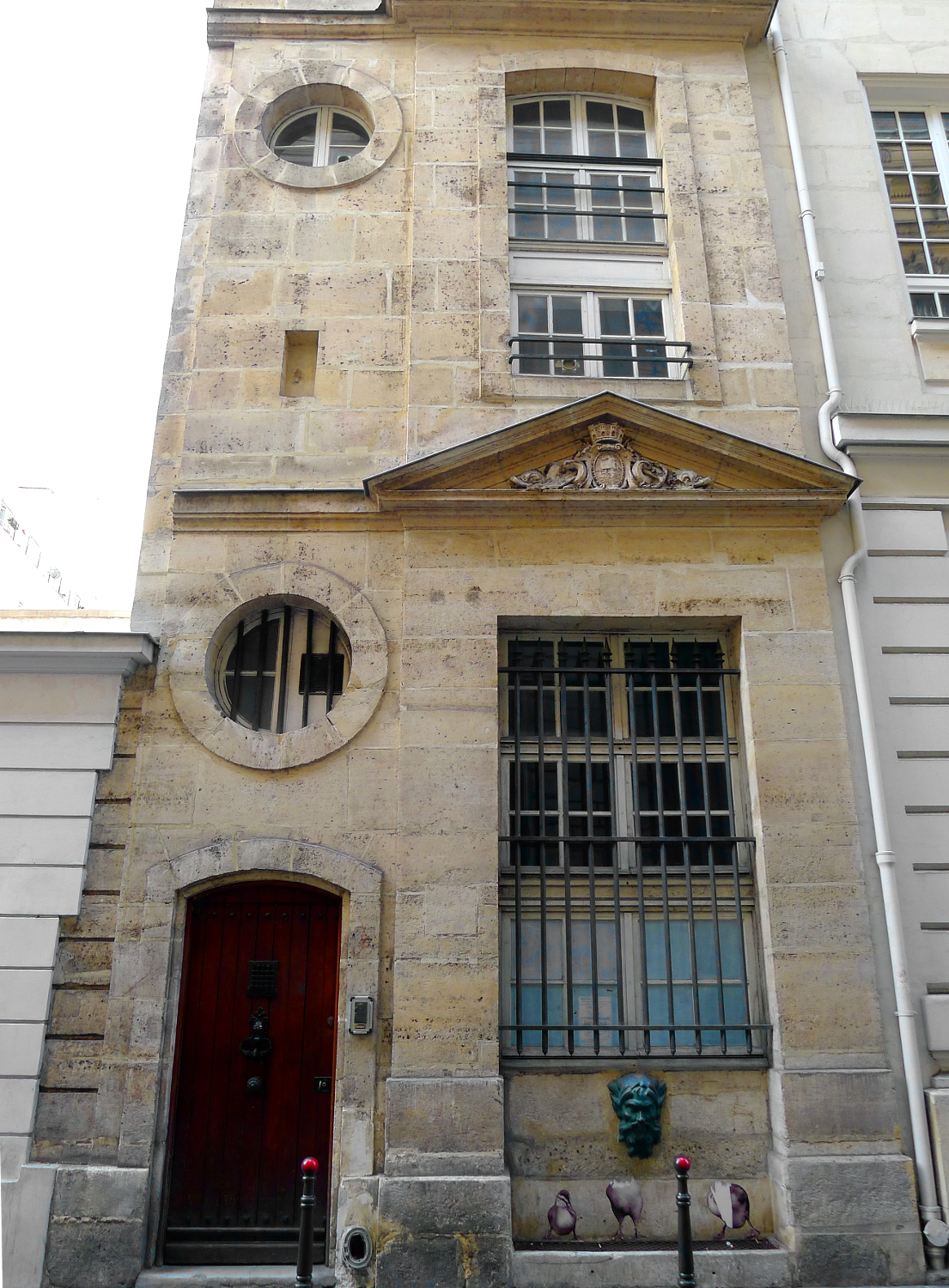
Fontaine Colbert in Paris

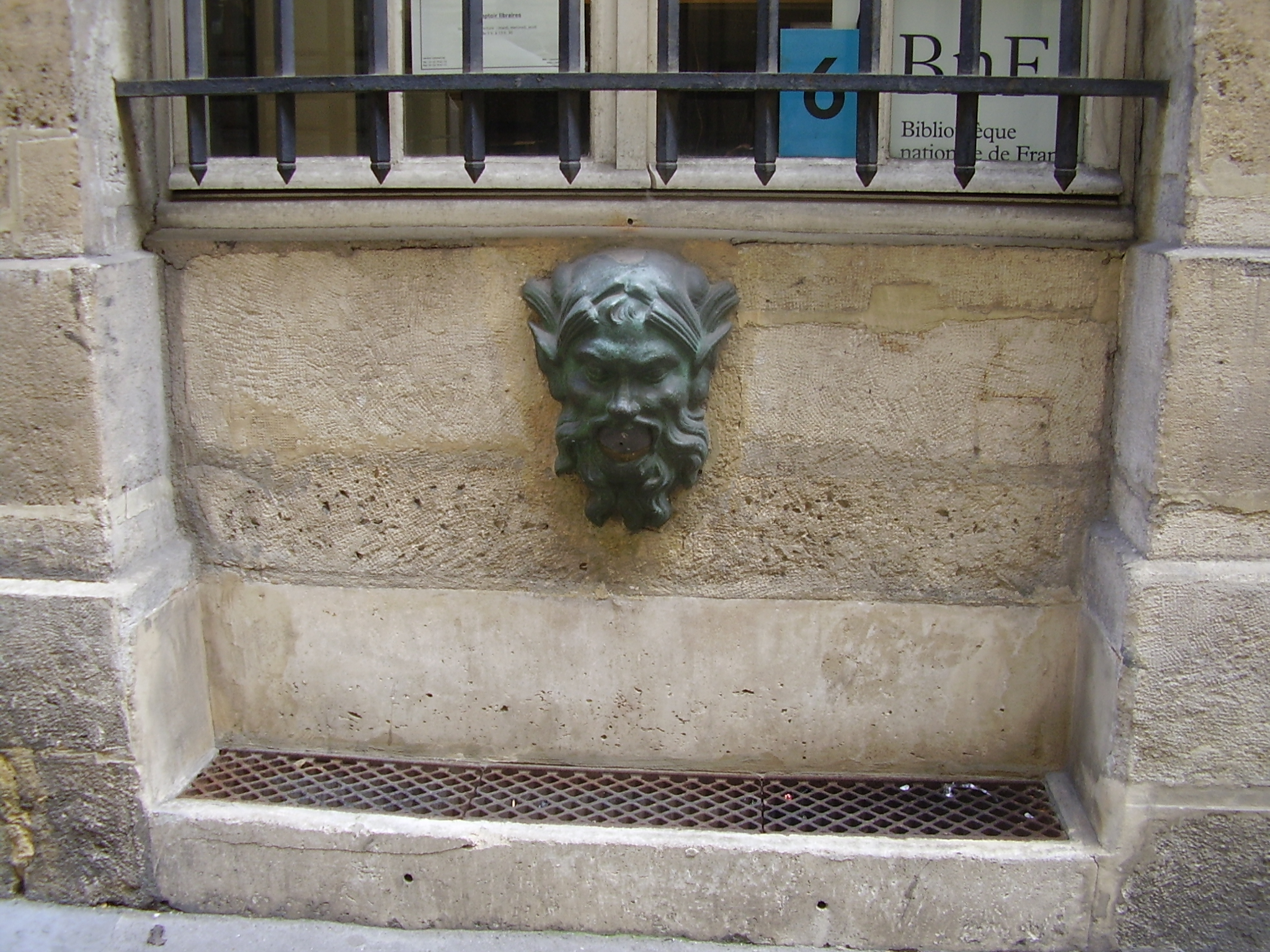
Wasserauslauf mit Maskaron

Die Fontaine Colbert ist ein Brunnen am Haus Rue Colbert Nr. 6 im 2. Arrondissement der französischen Hauptstadt Paris.
Seit 1925 ist der Brunnen als Baudenkmal (Monument historique) geschützt.

## Geschichte
Der Brunnen wurde 1708 nach Plänen des Architekten Jean Beausire errichtet, um ein Hôtel particulier mit Wasser zu versorgen. Bereits im Jahr 1723 wurde er an die Stadt verkauft und danach für die öffentliche Wasserversorgung genutzt. Es ist unbekannt, seit wann der Brunnen nicht mehr in Betrieb ist. Da er in die Fassade des Hauses eingefügt wurde, erinnern nur noch der Dreiecksgiebel mit dem Wappen von Paris und der bronzene Wasserauslauf, bestehend aus einem Maskaron in Form eines Satyr, an den Brunnen.